# Вот кто-то с горочки спустился
«Вот кто-то с го́рочки спусти́лся» — популярная русская песня. 
Похожие варианты мелодии, по сведениям музыковеда Юрия Бирюкова, были известны ещё до Великой Отечественной войны, а затем исполнялись на концертах Государственного академического хора под управлением А. В. Свешникова в 1944−1945 годах.
В 1958 году Апрелевский завод грампластинок выпустил грампластинку ГОСТ 5289-56 30128 с русской народной песней «Вот кто-то с горочки спустился» в исполнении Хора русской песни Всесоюзного радио (солистки Екатерина Семёнкина, Антонина Фролова, народная музыка в обработке композитора Бориса Терентьева).
В 1961 году музыковедом Леопольдом Ященко в сборнике «Украинские народные романсы» опубликован украинский романс «В саду осеннем астры белые», мелодия которого похожа на мелодию песни «Вот кто-то с горочки спустился». Время возникновения романса, а также его автор — неизвестны, но украинские источники указывают XIX век.

## Текст песни
Вот кто-то с горочки спустился,

    Наверно, милый мой идёт.

    На нём защитна гимнастёрка,

    Она с ума меня сведёт.

    На нём погоны золотые

    И яркий орден на груди.

    Зачем, зачем я повстречала

    Его на жизненном пути!

    Зачем, когда проходит мимо,

    С улыбкой машет мне рукой,

    Зачем он в наш колхоз приехал,

    Зачем нарушил мой покой!

    Его увижу — сердце сразу

    В моей волнуется груди.

    Зачем, зачем я повстречала

    Его на жизненном пути!